# Râul Crâșma, Berești
Râul Crâșma este un curs de apă, afluent al râului Berești. 